# Lupinus stiversii
Lupinus stiversii är en ärtväxtart som beskrevs av Albert Kellogg. Lupinus stiversii ingår i släktet lupiner, och familjen ärtväxter. Inga underarter finns listade i Catalogue of Life.